# Geir Frigård
Geir Frigård (* 3. November 1970 in Vormsund) ist ein ehemaliger norwegischer Fußballspieler und aktueller -trainer.

## Karriere

### Verein
Geir Frigård begann seine Karriere bei seinem Heimatverein Funnefoss/Vormsund. In seiner Jugendzeit spielte er ebenfalls für Løvenstad FK. Seine ersten Spiele als Profi bestritt er für den Lillestrøm SK. Jedoch konnte er sich dort nicht etablieren und wurde schließlich nach drei Saisonen zu Kongsvinger IL abgegeben. Dort ersetzte er den Toptorjäger Roar Kaasa. Seine Leistungen im UEFA-Cup für Kongsvinger IL führten dazu, dass er sich ab 1995 erneut bei Lillestrøm SK versuchen konnte. Sein zweiter Anlauf war von einigen Auf und Abs gekennzeichnet. 1997 folgte er seinem Trainer Per Brogeland nach Österreich zum LASK. Bereits in seiner ersten Saison wurde er mit 23 Treffern Torschützenkönig in Österreich. In seiner zweiten Saison in Österreich konnte er in 20 Spielen immerhin noch zehn Tore erzielen. Aufgrund seiner Leistungen erlangte er bei den LASK-Fans Kultustatus („Geir Frigård Fußballgott“). Seine guten Leistungen fielen in eine wirtschaftlich schwierig Zeit des LASK, so dass er Anfang 1999 abgegeben werden musste. So wechselte er nach Deutschland für umgerechnet etwas mehr als 1,5 Millionen Euro zu Tennis Borussia Berlin, wo er zu diesem Zeitpunkt der teuerste Einkauf in der Geschichte war. Allerdings setzte er sich weder bei Tennis Borussia Berlin noch bei CS Sedan durch, so dass er bereits im Sommer 2000 wieder zum LASK zurückkehrte. Dort spielte er wieder eine größere Rolle. Jedoch stieg LASK in dieser Saison ab, so dass er nach nur einem Jahr und 15 erzielten Toren den Verein wieder verließ. So wechselte er im Sommer 2001 nach Belgien zu Lierse SK, wo er bis 2004 blieb. Lierse SK war zugleich seine letzte Auslandsstation. Nach einer guten Saison bei Ham-Kam fand er sich dort auf der Ersatzbank wieder und so beschloss er seine Karriere bei Eidsvold Turn ausklingen zu lassen.

### Nationalteam
Sein Debüt gab er bei einer 1:2-Niederlage gegen die USA in einem freundschaftlichen Länderspiel am 15. Januar 1994. Im Qualifikationsspiel zur Europameisterschaft 1996 erzielte er am 7. September 1994 beim 1:0-Sieg über Belarus sein einziges Länderspieltor.

### Trainer
2008 begann er als Assistenztrainer bei Eidsvold Turn unter Vegard Hokstad. Seit der Saison 2009 bildet er mit seinem ehemaligen Trainer Per Brogeland das Trainergespann bei Eidsvold Turn.